# パール・ジャム
パール・ジャム（英：Pearl Jam）は、アメリカ合衆国のグランジ・バンド。グラミー賞受賞、アルバム4枚がビルボード誌に初登場1位（2013年時点）、CDセールス最速記録がギネスに認定されるなど、社会的・商業的成功をおさめている。
1990年代前半、シアトルを中心として従来のMTVを中心とした産業ロックに反抗するオルタナティヴ・ロック・ムーブメントが流行し、サウンドガーデンやニルヴァーナらと共にグランジと呼称されて世界的に影響を及ぼした。グランジ・バンドの中でも、「ジェネレーションXたちの苦悩の代弁者」と評され、その世代の旗手として位置づけられていた。
ローリング・ストーン誌が集計した「1990年代を代表する曲」の読者投票で「Black」が選出され、2005年にUSAトゥデイ誌が集計した「最も偉大なアメリカのロック・バンド」の読者投票で選出される。

## メンバー
| 名前                 | 原語表記      | パート   | 生年月日・年齢         |
| -------------------- | ------------- | -------- | ---------------------- |
| エディ・ヴェダー     | Eddie Vedder  | ボーカル | 1964年12月23日（60歳） |
| ストーン・ゴッサード | Stone Gossard | ギター   | 1966年7月20日（58歳）  |
| マイク・マクレディ   | Mike McCready | ギター   | 1965年4月5日（60歳）   |
| ジェフ・アメン       | Jeff Ament    | ベース   | 1963年3月10日（62歳）  |

2002年からはレコーディングやツアーにおけるサポートピアニスト／オルガニストとしてブーム・ギャスパー（Boom Gasper）を迎えている。バンドメンバーのリストにギャスパーの記載はないが、公式のアーティスト写真やミュージックビデオへの出演等、正式メンバーとほぼ同等の扱いとなっている。

### 旧メンバー
| メンバー名           | 原語表記        | パート   | 備考 |
| -------------------- | --------------- | -------- | --- |
| デイヴ・クルーセン   | Dave Krusen     | ドラムス | 1990年から1991年まで在籍。『ten』のレコーディングに参加し、完成と同時に脱退。その後、キャンドルボックスへ加入。 |
| デイヴ・アブラジーズ | Dave Abbruzzese | ドラムス | 1991年から1994年まで在籍。『Vs.』のレコーディングに参加し、『Vitalogy』の制作途中で脱退。脱退後は自らのバンド、グリーン・ロマンス・オーケストラを結成。また、スティーヴィー・サラス・カラーコードのアルバムなどに参加。 |
| ジャック・アイアンズ | Jack Irons      | ドラムス | 1994年から1998年まで在籍。『Vitalogy』制作途中から加入し『No Code』『Yield』までレコーディングに参加。1998年、持病の悪化により脱退。のちにソロアルバムをリリースし、ヴェダーやフリーに感謝の言葉を送った。              |
| マット・キャメロン   | Matt Cameron    | ドラムス | 27年間の在籍を経て、2025年に脱退。 |

## 来歴

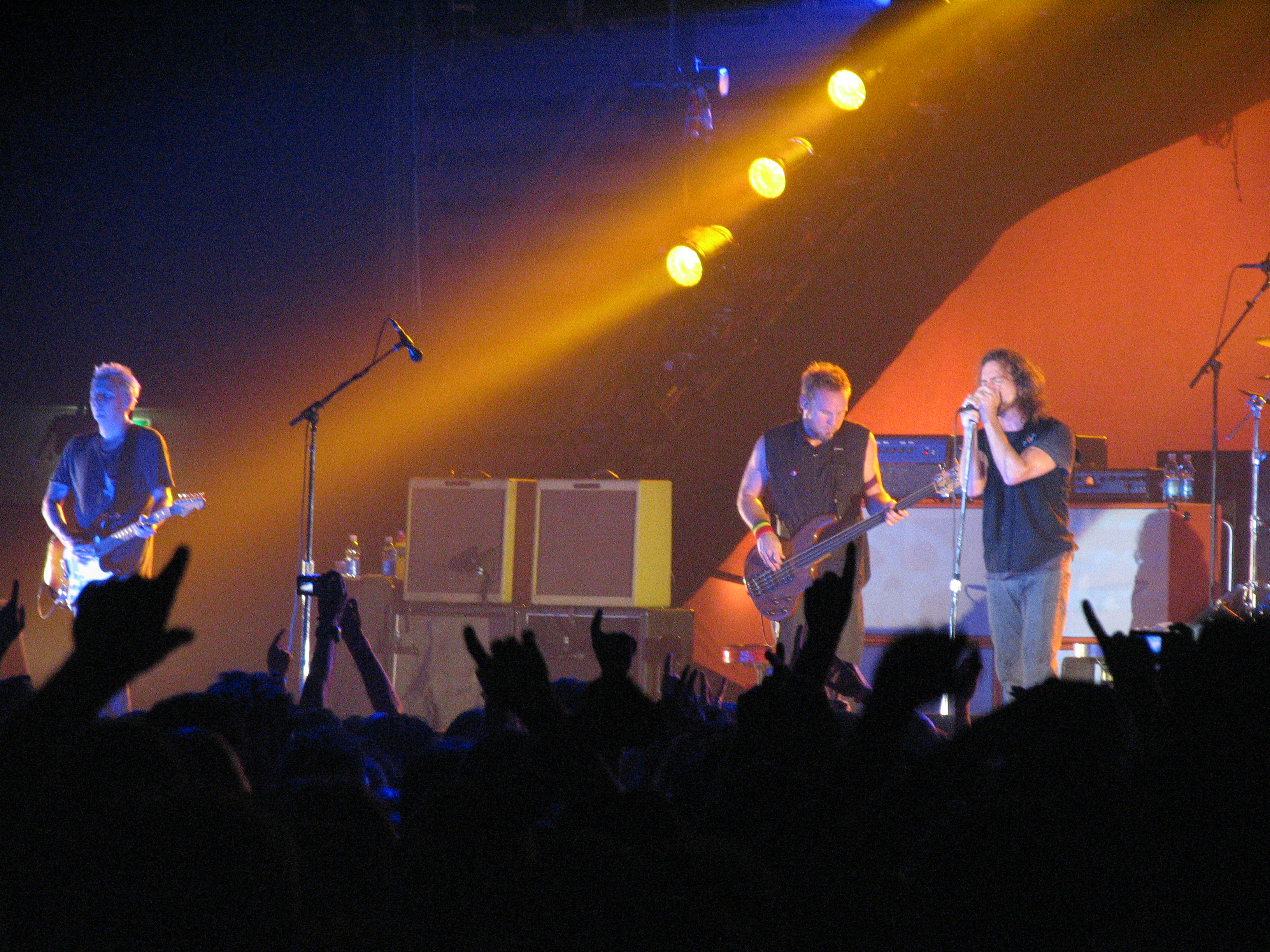
Bologna 2006

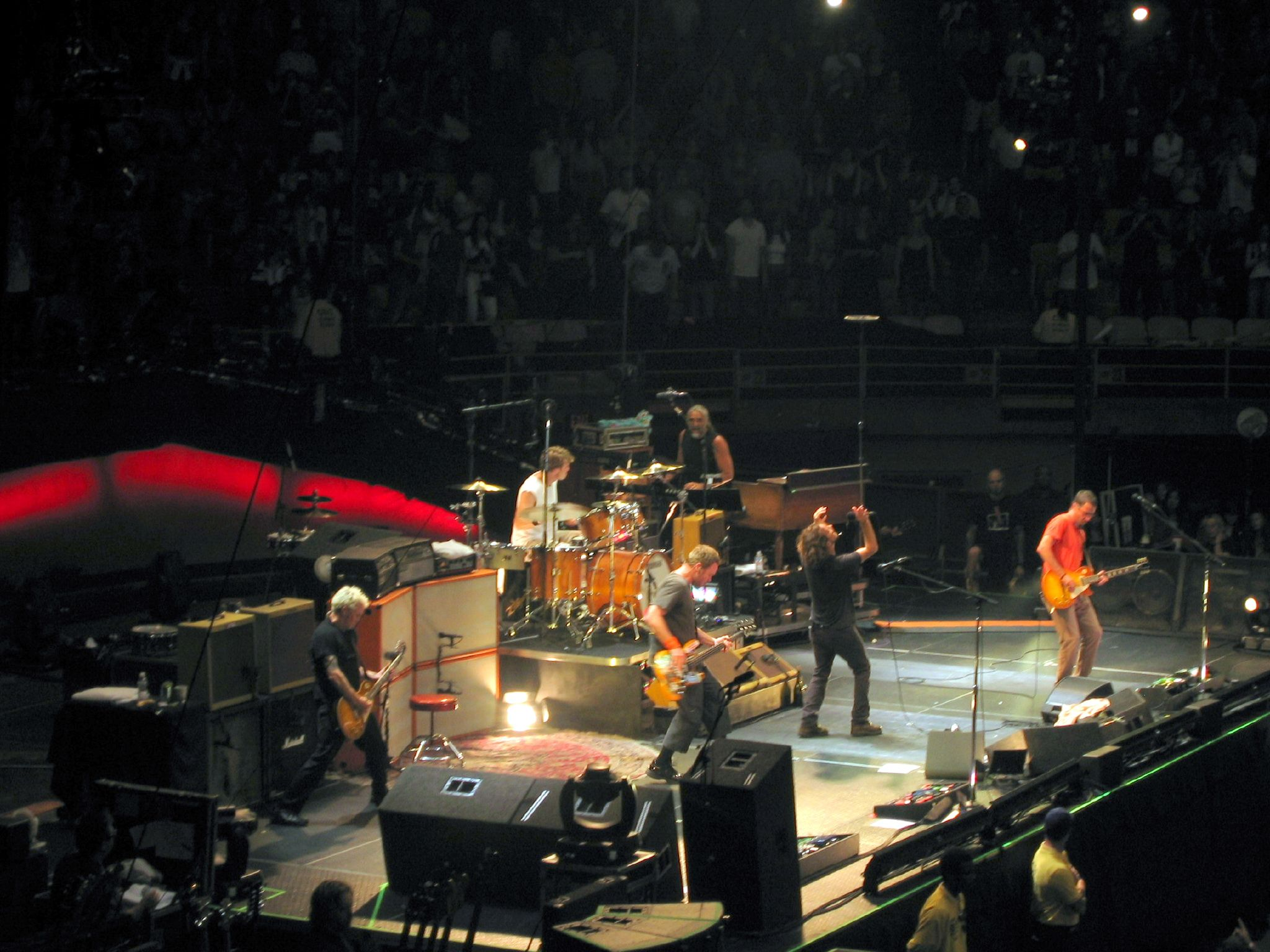
Los Angeles 2006

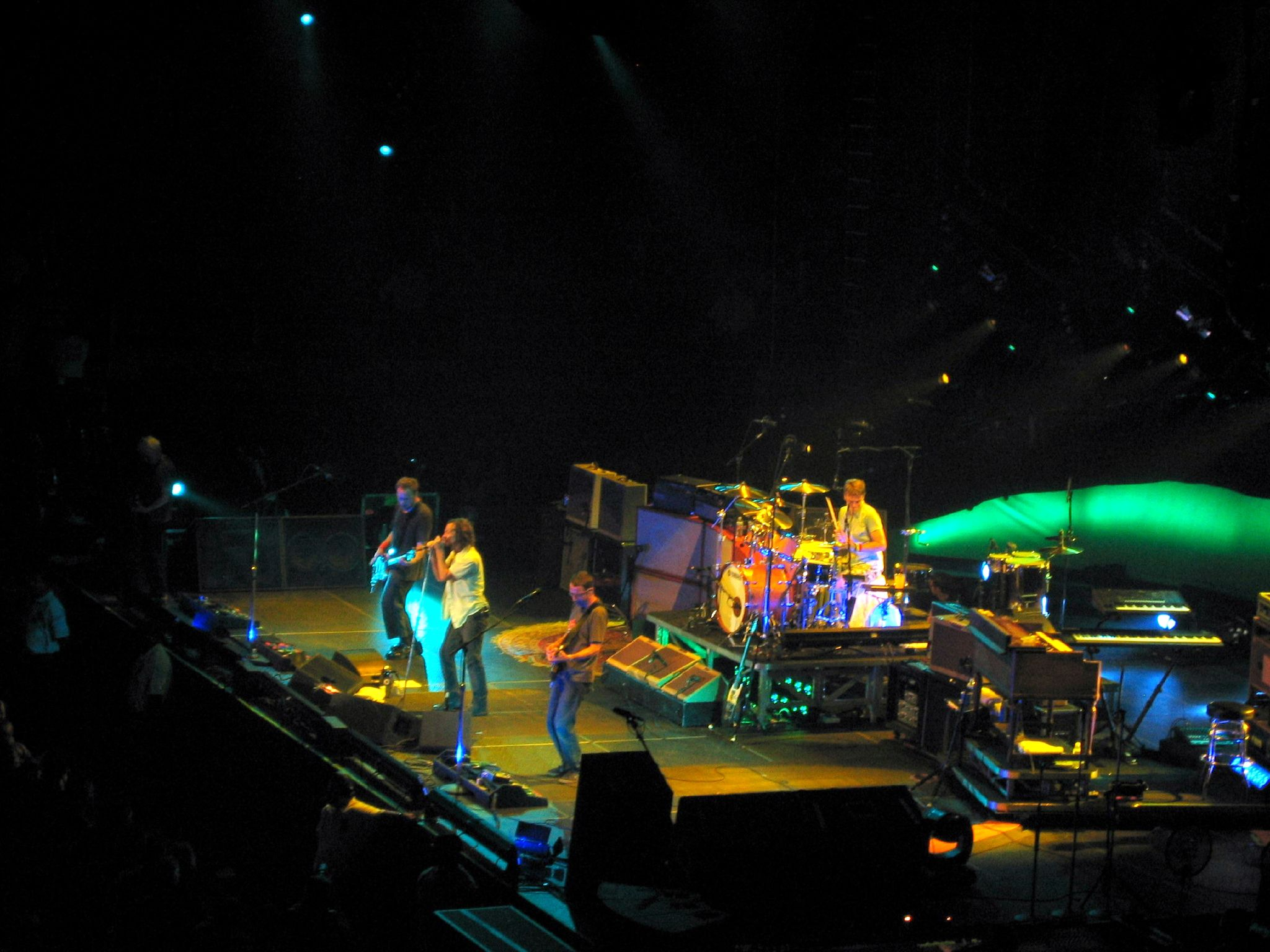
Los Angeles 2006

### 前身バンド
1980年代中頃、ストーン・ゴッサードとジェフ・アメンはグリーン・リヴァーを結成。ツアーやレコーディングも行っていたが、わずかな成功を残してバンドは1987年に解散してしまった。同年の後半、ゴッサードとアメンはマルファンクションのボーカリストだったアンドリュー・ウッドと共にマザー・ラブ・ボーンを結成し、1989年初頭にはポリグラム・レコードと契約。資本的なバックアップを得られるようになりレコーディングとツアーを行っていた。
マザー・ラブ・ボーンでのデビュー・アルバム『Apple』が1990年7月に発売され、次世代トップ・ミュージシャンとしての将来が確実とされていたアメンとゴッサードであったが、デビューから4ヶ月後にウッドがヘロインの過剰摂取により他界してしまった。それから数ヶ月後にゴッサードは「シャドウ」というバンドのギターリストだったマイク・マクレディを招き入れ、アメンと3人でリハーサルを行い、シンガーとドラマーを募集するための音源として5曲のデモテープを作成をした。デモテープはジャック・アイアンズにも渡され、加入にはいたらなかったものの、ボーカルに相応しい人物にデモテープを渡してもらうことを依頼する。

### エディ・ヴェダーの加入
アイアンズは、「バッド・レイディオ」のリード・ボーカリストとして活動し、ライブハウスの従業員でもあったバスケットボール仲間のエディ・ヴェダーにデモテープを聴かせた。ヴェダーは、3曲 （後の「Alive」「Once」「Footsteps」）に歌詞を書き加えボーカルをオーバー・ダブしたテープを作成し、それを聴いたアメンとゴッサードはヴェダーをバンドへ迎え入れることを決断した。新たなドラマーとしてデイヴ・クルーセンが加わり、バンド名は「ムーキー・ブレイロック」として活動していたが、1990年の秋にエピック・レコーズと契約を交わすにあたり「パール・ジャム」に変更された。
ヴェダーの人生にとって、初の大物バンド参加がパール・ジャムで、参加から契約まで数ヶ月しか経なかったため、デビュー直前まで彼のステージングは素人以下とバンド内外から酷評を受けていた。ある夜のライブ中に、興奮したヴェダーがマイクスタンドの根元の鉄板を客に向かって投げつけるというハプニングが起こった。怪我人は出なかったが、鉄板が壁に突き刺さり会場は騒然となった。この日を境に、ヴェダーは生まれ変わったが如く過激なステージ・パフォーマンスを展開し、グランジ・スタイルを完成させることになった。

### デビュー
1991年3月にバンドはシアトルのロンドン・ブリッジ・スタジオでデビュー・アルバム用のレコーディング・セッションに入った。しかし、5月にはクルーセンが婚約者の出産を理由にバンドを脱退したため、新たなドラマーとしてEdie Brickell & New Bohemians で活動していたマット・チャンバーレインが候補に上がった。しかし彼はサタデー・ナイト・ライブ・バンドに参加してしまったため、チャンバーレインからの紹介でテキサスの無名ファンクバンドで活動していたデイヴ・アブラジーズを迎え入れることになった。そして同年8月27日にデビュー・アルバム『Ten』が発売された。
アルバムのセールス初動はスローペースだったが、1992年中頃にはブレークし始め、ビルボードのチャートでも2位を記録するなどしてゴールド・アルバムとして認定されることになった。アルバムからは、メンバー募集時からの馴染み曲でもある「Alive」と、他に「Even Flow」「Jeremy」などがシングル・カットされヒットした。その後、アルバムは2年間近くビルボードにチャートインし続けて、当時は最も売れたロック・レコードとして記録され、13x プラチナ・アルバムとしてRIAAから認定される結果となった。

### グランジ勃興期
『Ten』の成功を経て、バンドはアリス・イン・チェインズ、ニルヴァーナ、サウンドガーデンらと共にシアトルのグランジ・ロック・シーンの中心的存在になった。1992年にはサタデー・ナイト・ライブやMTV アンプラグドなどへ出演し、夏のロラパルーザツアーでは、レッド・ホット・チリ・ペッパーズ、サウンドガーデン、ミニストリーなどと競演した。そしてマット・ディロン主演の映画『シングルス』のサウンドトラック・アルバム用に「State of Love and Trust」と「Breath」の2曲を提供し、自らも出演するなど、徐々に活動の幅を拡げていった。
アルバム・セールスのブレークと共に様々なメディアに書き立てられるようになり、その事が原因となってカート・コバーンとの間に確執ができるなどの弊害もあったが、1993年にはプロデューサーにブレンダン・オブライエンを迎え、再びスタジオ入りしてニュー・アルバムのレコーディング・セッションを始める。10月19日にはセカンド・アルバムとなる『Vs.』をリリースし、アルバムは全米チャートで初登場1位を獲得してその後5週間に渡ってその位置を保ち続ける成功を収めた。アルバムは、アメリカ国内での発売後1週間に95万枚を売り上げるが、この記録は2000年にリンプ・ビズキットに破られるまでビルボード誌における歴代最高の数字だった。
翌1994年12月22日には、サード・アルバムの『Vitalogy』をリリース。アメリカでのイニシャル・プレス枚数が350万枚で、当時の史上最高を記録し、全米チャートでは堂々の初登場1位を獲得する。発売後1週間の売り上げ枚数は87万7000枚に達し、前作『Vs.』に続いて当時歴代2位の売り上げ枚数を記録した。アナログ・レコード盤は、CDに先駆けて限定5万枚がプレスされ、全米アルバム・チャートでは55位を記録するという快挙も達成している。1996年には、このアルバムに収録されている「Spin the Black Circle」がグラミー賞で「ベスト・ハード・ロック・パフォーマンス賞」を受賞した。
1998年には、ファン・クラブ向けのクリスマス・ソング「Last Kiss」（J・フランク・ウィルソンのカバー曲）がビルボードのシングル・チャートで2位に入り、異例のスマッシュ・ヒットを記録した。また6作目『Binaural』では、バイノーラル録音にも挑んでいる。

## 特徴

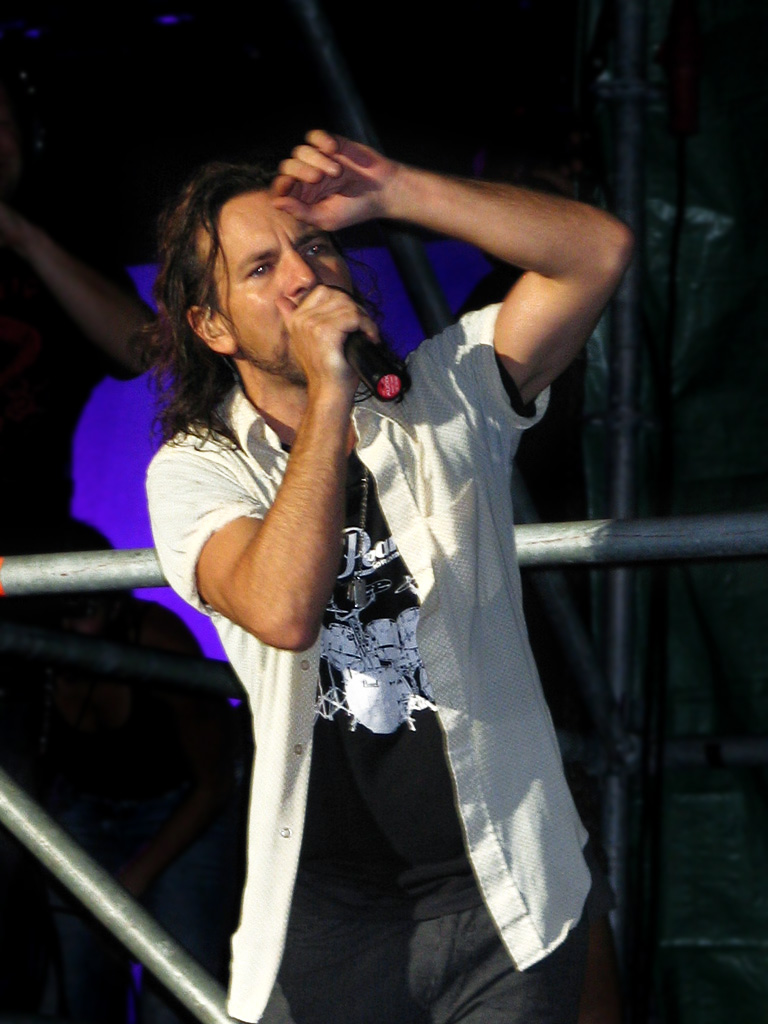
Eddie Vedder

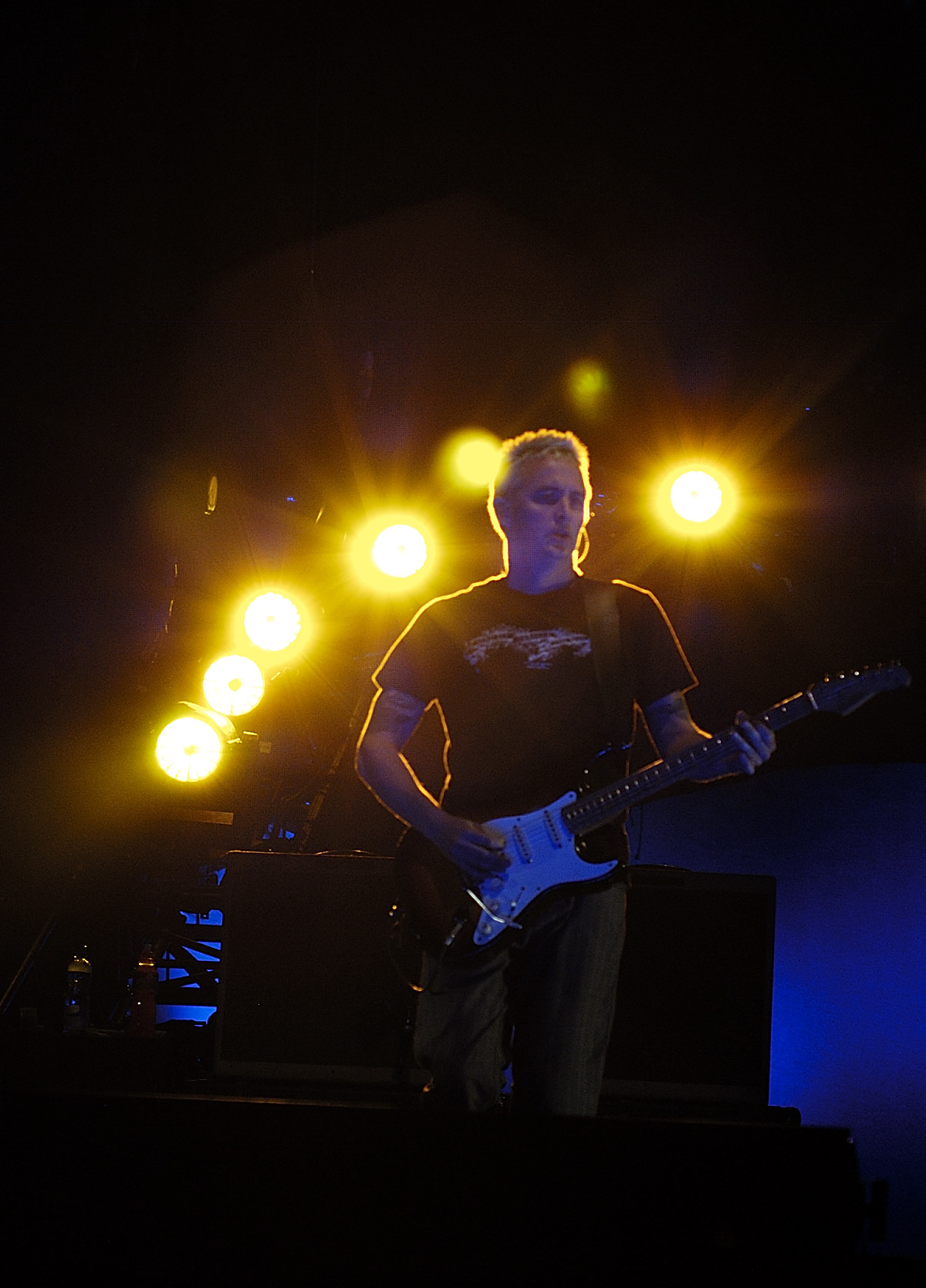
Mike McCready

『Ten』『Vs.』『Vitalogy』の初期3作品がグランジ・ロックを代表するアルバムといわれる。同時代の他のグランジ・ロック、オルタナティヴ・ロックに多いデカダンス的な表現は少なく、中期の作品を除いて、おおむね70年代型の王道なロック・サウンドを主流にしている。もっとも、3作目を中心にして「重々しさ」や「深刻さ」の表現に関して特徴がある。総じて、従来のロック・ミュージックのカテゴリーでは「ヘヴィ・ロック」に最も近いサウンド（まだハードロックとプログレッシブ・ロックの区別がなかった60年代末には、それらを総称して「ヘヴィ・ロック」と呼ぶことが多かった）であり、「70年代型のリフヘヴィなスタジアム・ロックにパンクロックの怒りと反骨心が合わさった」ようなサウンドであると形容される。また、各アルバムにおいては静と動のコントラストを際立たせる構築になっている。
ゴッサードのリズムギターは、ファンクから影響を受けた強烈なグルーヴ感覚に定評がある。一方、マクレディのリードギターは、強いブルース色が特徴で、「感覚指向」「ルーツ指向」であると評価されており、ジミ・ヘンドリックスやジョー・ペリーと比較される。
ヴェダーの歌声は、ジム・モリソンとも比較されるバリトンボイスに特徴があり、抑揚に富んだボーカルが最大の特徴になっている。二人のギタリストを擁し、ボーカリストもギターを担当することもあるが、複雑なコード進行や難易度の高いギターソロを前面に押し出すのではなく、全体の一体感を保った上で、ほとんどの楽曲の中核にヴェダーの歌唱を据えている。
また、当初はマクレディがリードギター、ゴッサードがリズムギターと役割が明確に決められていたが、『Vitalogy』期からヴェダーがリズムギターを弾くことが多くなり、それにつれてギターの担当パートの縛りは薄れていった。これについて、マクレディは「ギタリストが三人になったが、今ではギターの担当パターンの余地がより増したと思う。（例えば）ストーンが後退してダブルノートのフレーズを弾き、エドがパワーコードを弾けば、俺はその二人に合わせるように音を出していればいい」と語った。

### 歌詞
歌詞の内容については初期は物語的な歌詞、中期は哲学的な歌詞、近年は政治的な歌詞が多い。ただし、作詞を担当するヴェダーは政治的な思想の影響を多方面から受け過ぎる傾向があり、時として左から右にコロコロと変わるのでメディアに批判されたことがあった。またヴェダー以外のメンバーの思想は全く異なる場合もあるため、他メンバーは敢えて発言を控え「ヴェダーの意思表示はバンドを代表するものではなく個人的なものである」という程度のコメントに留めている。

### ライブ
頻繁にライブ活動を行う。観客席にダイブし聴衆の中で歌うというパフォーマンスが初期の特徴であった。また、ツアー時にはファンによる大規模でカルト的な追っかけが発生することでも有名で、グレイトフル・デッドの「デッドヘッズ」に比較される。これについて『ローリング・ストーン』誌は「パール・ジャムは途絶えることなくツアーを行い、かつてザ・フー、ブルース・スプリングスティーン、U2のツアーでも見られた、グレイトフル・デッドの信奉者のような、熱狂的で狂信的な長距離遠征を行う追っかけファンを惹き付けることにより偉大なスタジアム・ロック・バンドへと成長していった」と評価した。

### 映像
活動ポリシーから1993年から1998年までビデオ・クリップを含めた映像作品は制作してこなかった。1998年以降は積極的に映像作品を制作している。ライブ・ビデオのリリースが多いのはブートレグ版対策の意味合いが大きい。また、バンドをモデルにして作成された映画『シングルス』に当時のメンバー5人がカメオ出演している。

### 紙ジャケット
CDにおいて、初めて紙ジャケットを導入した。以降、多くのロック・アーティストが同様の手法でアルバム・アートを製作した。

### ブートレグ
公式のブートレグを安価で聴衆に提供した。これは、バンド及び所属事務所側からの海賊盤対策のためである。パール・ジャムのブートレグは非常に多く、アメンもインタビューで「趣味はパール・ジャムのブートレグを集めること」とジョークにしたほどである。結果、72枚のライブアルバムをリリースし、次いで当初の構想であったインターネット販売に切り替えられた。これは、公演終了後24時間以内に音源をダウンロード販売し、後日CDも郵送するというサービスで、これにより200タイトル以上の公式ブートレグを販売している。現在、itunes Storeにて、2000年リリースのブートレッグシリーズ、2003年来日公演含むアジア、オセアニア公演を購入できる。2006年USツアー、2007年ローラパルーザ出演も可能。Tenclub（オフィシャルファンクラブ）にて、2008年以降の世界ツアーもFlacやMP3、CDなども購入できる。

### 影響
ニール・ヤングを敬愛している。ヤングのアルバム『Mirror Ball』にメンバー全員がサポートとして参加したり、ライブでは彼の曲のカバーを何度も演奏するなどしている。また、ザ・フーやザ・クラッシュなど、彼らが支持するバンドのカバー曲をライブでたびたび演奏している。逆に、パティ・スミスやR.E.M.などにより曲をカバーされることもある。他に影響を受けたアーティストとして、ザ・ドアーズ、レッド・ツェッペリン、ピンク・フロイド、キッス、エアロスミス、ラモーンズ等を挙げている。
後輩ミュージシャンからはシルヴァーチェアー、パドル・オブ・マッド等のポストグランジ勢だけではなく、ストロークス等もパール・ジャムの影響を公言しており、90年代から00年代にかけてのガレージロック・リバイバルの勃興へも重要な役割を果たしたと言える。さらに、ヴェダーの歌唱スタイルについては「ロック史上最もコピーされたヴォーカリストのひとり」であるとも言われており、その影響力をうかがい知ることができる。

### ファッション
詳細はグランジ・ファッションの項目も参照。
コンバースのスニーカーにショートパンツや汚れたジーンズ、それにフランネルのシャツやバスケットボールのユニフォーム的なタンクトップ、Tシャツをあわせるといった、従来のいわゆるロック・スターとは異なるスタイルでステージにあがり以後のグランジ・ファッションのモデルとなる。上記のとおり、バンドをモデルとした映画も作成されている。

### ファンとの関係
チケット・マスターとの法廷闘争など、ファンサービスに力を入れるバンドとして有名である。
人気絶頂期、ヴェダーはラジオの生放送番組出演中に対応した自殺志願のティーンエイジャーからの電話相談を真剣に受け止め、興奮の余り自宅の電話番号を放送中に相手に伝え「いつでも辛い時には電話して来い！」と発言。その直後、シアトル市内にある彼の自宅のエリア一帯の電話回線が数時間パンクしたため、当局から厳重注意を受けた。その後、ヴェダーへの生番組出演オファーは皆無に近い状態が続いた。また、ヴェダーはデビューしてからしばらく全てのファンレターに直筆で返事を書く努力をしていた。事実、移動中など空き時間の多くを返信のために費やしていた姿が多くの記者に目撃されており、当時は奇行と報道されていた。しかし、3ヶ月分のレターの返信に1年以上掛かるようになったため、2ndアルバム発表後にはレターへの返信を断念した。

## バンド名
結成当初、メンバーの多くがバスケットボールを愛していたことからNBAのニュージャージー・ネッツで活躍していたムーキー・ブレイロックの名前をそのままバンド名にして活動していたが、レコード契約の際に法的問題を指摘されたため「パール・ジャム」に変更した。ちなみに、1991年にリリースしたアルバム『Ten』はブレイロックの当時の背番号である。
「パール・ジャム」については、ヴェダーの祖母パールの作るジャムが「美味」ゆえにバンド名の由来になった、とするのが有力説であるが、アラン・ジョーンズ著・藤本智司訳『パールジャム・イラストレイテッド・ストーリー』（シンコーミュージック刊）によると、バンド名の由来は、パールの作るジャムが「おいしいから」ではなく、ペヨーテを用いた特殊な幻覚作用を催すジャムであったことに由来する、とヴェダーが語っている下りがある。
ヴェダーは、アメリカ先住インディアン民族（ヴェダーの祖母はアメリカ先住民族の末裔）の伝統的レシピによるものであるというそのジャムを小学生時代から朝食のトーストに塗って食べていて、幻覚作用によりハイになった状態で登校する日があったとインタビューで語っており、その頃からそのジャムを祖母への愛情を込めて「パール・ジャム」と呼んでいた。

## ディスコグラフィ

### スタジオ・アルバム
| アルバム名             | 原題           | 年   |
| ---------------------- | -------------- | ---- |
| Ten                    | Ten            | 1991 |
| Vs.                    | Vs.            | 1993 |
| バイタロジー（生命学） | Vitalogy       | 1994 |
| ノー・コード           | No Code        | 1996 |
| イールド               | Yield          | 1998 |
| バイノーラル           | Binaural       | 2000 |
| ライオット・アクト     | Riot Act       | 2002 |
| パール・ジャム         | Pearl Jam      | 2006 |
| バックスペイサー       | Backspacer     | 2009 |
| ライトニング・ボルト   | Lightning Bolt | 2013 |
| ギガトン               | Gigaton        | 2020 |
| ダーク・マター         | Dark Matter    | 2024 |

『Vs.』以降, アルバムはデジパック仕様でリリースされている。

### ライブ・アルバム
| アルバム名                                    | 原題                      | 年   | フォーマット                         |
| --------------------------------------------- | ------------------------- | ---- | ------------------------------------ |
| ライブ・オン・ツー・レッグス                  | Live on Two Legs          | 1998 | CD                                   |
| ライブ・アット・ベナロヤ・ホール Oct.22, 2003 | Live at Benaroya Hall     | 2004 | CD                                   |
| Live in NYC 12/31/92                          | Live in NYC 12/31/92      | 2006 | CD                                   |
| Live at Easy Street                           | Live at Easy Street       | 2006 | CD                                   |
| ライブ・アット・ジョージ                      | Live at the Gorge 05/06   | 2007 | 7-CD Box Set                         |
| Live at Lollapalooza 2007                     | Live at Lollapalooza 2007 | 2007 | Digital download exclusive to iTunes |
| ライブ・オン・テン・レッグス                  | Live on Ten Legs          | 2011 | CD                                   |

また2000年に行われたワールド・ツアーの全72公演が、2003年に『オフィシャル・ブートレッグ』としてリリースされていて、全公演の中から任意の会場を自由に選択して購入できる仕組みが販売方法で採用されていた。

### コンピレーション
| アルバム名       | 原題           | 年   |
| ---------------- | -------------- | ---- |
| ロスト・ドッグス | Lost Dogs      | 2003 |
| リアヴューミラー | Rearviewmirror | 2004 |

### シングル
| 原題作品名            | 年   | メモ                                               |
| --------------------- | ---- | -------------------------------------------------- |
| Alive                 | 1991 |                                                    |
| Even Flow             | 1992 |                                                    |
| Jeremy                | 1992 |                                                    |
| Oceans                | 1992 |                                                    |
| Go                    | 1993 |                                                    |
| Daughter              | 1993 |                                                    |
| Animal                | 1993 |                                                    |
| Dissident             | 1994 | ライブ・テイクが収録, 当時唯一の公式ライブ音源。   |
| Spin the Black Circle | 1994 | Grammy Awards of 1996 / Best Hard Rock Performance |
| Not for You           | 1995 |                                                    |
| Immortality           | 1995 |                                                    |
| Merkin Ball           | 1995 | ニール・ヤングとの共作『I Got Id』収録。           |
| Who You Are           | 1996 |                                                    |
| Hail, Hail            | 1996 |                                                    |
| Off He Goes           | 1996 |                                                    |
| Given to Fly          | 1998 |                                                    |
| Wishlist              | 1998 |                                                    |
| Last Kiss             | 1999 |                                                    |
| Nothing as It Seems   | 2000 |                                                    |
| Light Years           | 2000 |                                                    |
| Bu$hleaguer           | 2002 |                                                    |
| I Am Mine             | 2002 |                                                    |
| Save You              | 2003 |                                                    |
| Love Boat Captain     | 2003 |                                                    |
| Man of the Hour       | 2003 | 映画『ビッグ・フィッシュ』のサントラ盤への提供曲。 |
| World Wide Suicide    | 2006 |                                                    |
| Life Wasted           | 2006 |                                                    |
| Gone                  | 2006 | ダウンロード販売のみ                               |
| The Fixer             | 2009 |                                                    |
| Got Some/Just Breathe | 2009 |                                                    |
| Amongst the Waves     | 2010 |                                                    |
| Mind Your Manners     | 2013 |                                                    |
| Sirens                | 2013 |                                                    |

## 映像作品
| 原題作品名          | 年   |
| ------------------- | ---- |
| Single Video Theory | 1998 |
| Touring Band 2000   | 2001 |
| Live at the Showbox | 2003 |
| Live at the Garden  | 2003 |
| Immagine in Cornice | 2007 |

## ニルヴァーナとの関係
グランジ・ムーヴメント期に人気を二分した、ニルヴァーナと比較されることが多い。同郷で、同時期に台頭したため、同じグランジというカテゴリーに含まれることが多いが、パンク・ロック的側面を多分に含むニルヴァーナに対して、パール・ジャムのバックボーンはハードロックによる部分が大きく、両者のスタンスは決定的に異なる。
日本では、ニルヴァーナの方が人気を獲得しているが、グランジ・ムーヴメント期におけるアメリカでのパール・ジャムの評価は、ニルヴァーナと同等かそれ以上であった。
生前のカート・コバーンは、プレスを通してことあるごとにヴェダー批判を展開し、ヴェダーも負けじとコバーン批判を展開。その批判合戦は泥沼状態だったが、後に同じ境遇にいることを共感し、和解する。2012年に発売されたドキュメンタリー映画「パール・ジャム20」では、二人が1992年のMTV Video Music Awardsのバックステージで和解する映像が公開されている。また、コバーンの訃報に際し、親族以外で一番ショックを受けていた関係者はヴェダーであったと言われ、悲しみの余り数ヶ月間、真剣に引退を考えてしまうほどの鬱状態に陥った。

## サイドプロジェクト
ジェフ・アメンが中心となって活動しているスリー・フィッシュ、マイク・マクレディが中心となって活動しているザ・ロックフォーズ等、サイド・プロジェクトとしての音楽活動も多数行っている。

## エピソード
- デニス・ロッドマンとの親交関係は、彼の著作に記され有名である。
- 2000年のデンマークのライブで、観客が将棋倒しになる死亡事故が発生し、それに対して、メンバーが「彼らは伝説になるだろう」などと発言したため批判にさらされた。
- 2009年5月中旬、アメンがスタジオ裏の駐車場で強盗被害にあう、と言う事件が起こっている。スタッフ数名と、彼を乗せた車が駐車した瞬間、木陰に隠れていた3人組の強盗犯が彼らを襲った。その時、アメンは強盗犯の1人に地面に押さえつけられたため、後頭部に軽症を負った。ジェフは所持金約70万円と、パスポート、楽器やパソコン、携帯電話などを奪われたという。その時の映像は、はっきりと防犯カメラに記録されているが、2012年現在も犯人は捕まっていない。

## 日本公演
- Vitalogy Tour
  - 1995年2月19日 仙台イズミティ21、2月20日　日本武道館、2月21日　大阪厚生年金会館、（阪神大震災による公演振替）※会場使用不可により大阪会場に振替 2月24日 神戸国際会館
- Riot Act Tour
  - 2003年 2月28日 仙台イズミティ21、3月1日　パシフィコ横浜、3月3日 日本武道館、3月4日 大阪厚生年金会館、3月6日 名古屋市公会堂